# Zettai ryōiki

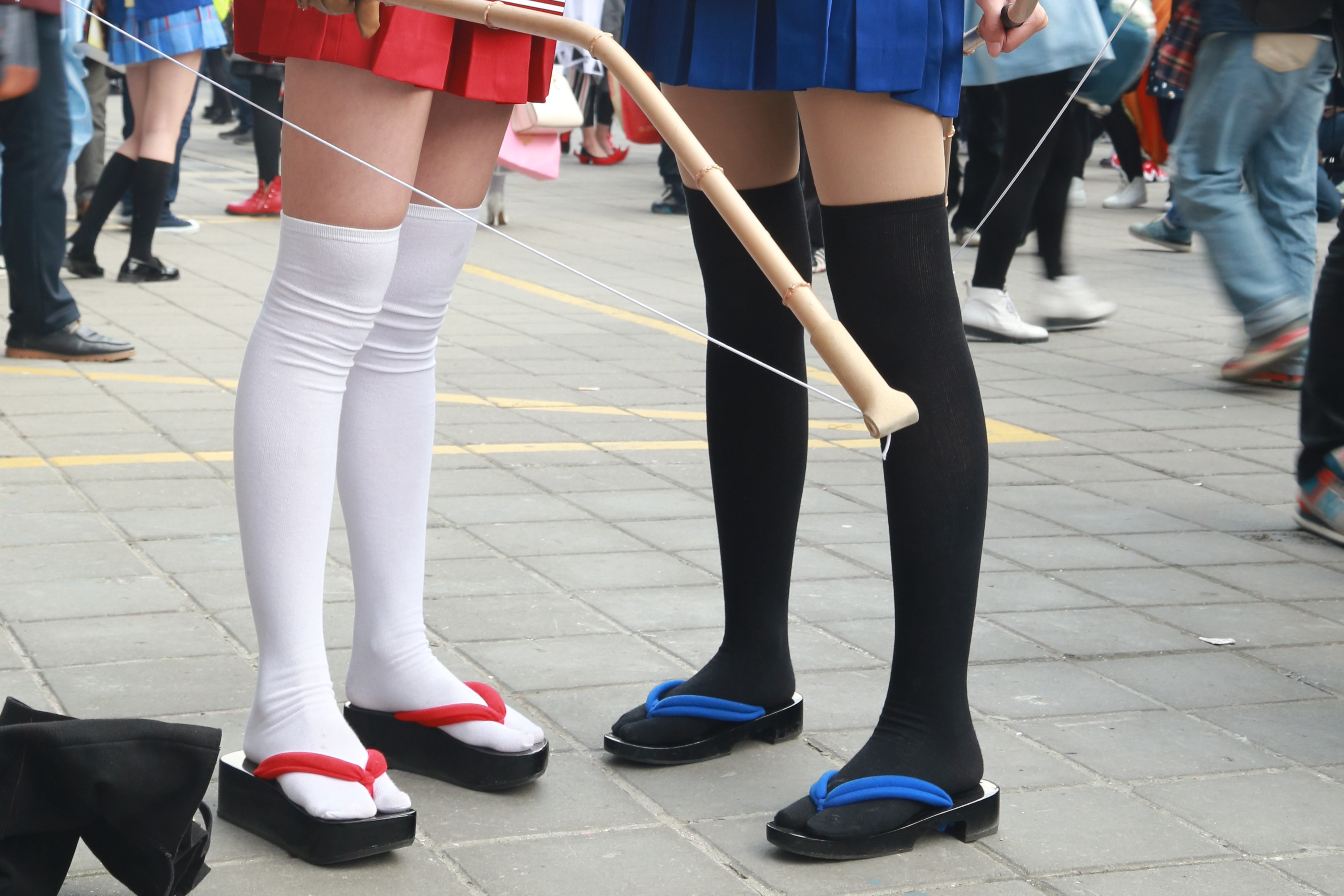
Vùng Zettai ryōiki loại B.

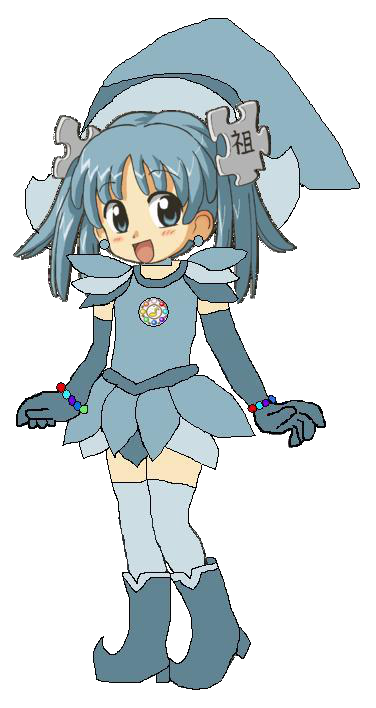
Zettai ryōiki thường gặp trong anime và manga là khi nó kết hợp với bộ đồng phục thủy thủ của các học sinh nữ. Ở đây vùng zettai ryōiki của Wikipe-tan gần với loại D.

Zettai ryōiki (絶対領域 lĩnh vực tuyệt đối) là một thuật ngữ tiếng Nhật ám chỉ vùng da trần nằm giữa bít tất và một chiếc váy ngắn (hoặc quần short). Nó cũng có thể được dùng để miêu tả loại hình thời trang kết hợp này. Thuật ngữ được biết đến rộng rãi lần đầu tiên như một từ lóng của văn hóa otaku khi đó là một đặc điểm của các nhân vật moe trong anime, manga và các sản phẩm giải trí liên quan, nhưng ngày nay nó được công chúng sử dụng rất nhiều tại Nhật Bản.

## Lịch sử thuật ngữ
Thuật ngữ này bắt nguồn từ bộ anime năm 1995 Neon Genesis Evangelion, nhưng khi đó nó mang một nghĩa hoàn toàn khác. Trong một tờ rơi kèm theo băng hình VHS, cách diễn tả "Zettai Kyōfu Ryōiki" (絶対恐怖領域 "Tuyện đối khủng bố lĩnh vực") đã được dùng làm bản dịch cho thuật ngữ tiếng Anh "A.T. Field" (A.T.フィールド Absolute Territory Field) trong anime này sang tiếng Nhật. A.T. Field là một loại tường chắn bảo vệ năng lượng. Nó được mệnh danh là một "khu vực thần thánh mà không kẻ nào có thể xâm phạm" (何人にも侵されざる聖なる領域) và giúp tạo ra cho người sử dụng một màng chắn không thể xuyên thấu khi tấn công. Ngoài ra thuật ngữ này còn ám chỉ "lá chắn tâm hồn" (心の壁). Manga Neon Genesis Evangelion đã cung cấp cách đọc gọn của thuật ngữ là "Zettai Ryōiki" bằng chữ furigana bên cạnh từ "A.T. Field". Ý tưởng "khu vực thần thánh mà không kẻ nào có thể xâm phạm" đã bắt nguồn cho ý nghĩa của thuật ngữ hiện tại. Sự tái diễn giải này lan rộng lần đầu tiên trong cộng đồng otaku và sau đó bắt đầu được sử dụng rộng rãi bên ngoài văn hóa otaku, ví dụ như trở thành một mục từ trong cuốn từ điển dùng chung Daijisen.
Trong văn hóa otaku, zettai ryōiki được mô tả như một dạng tôn sùng trang phục qua một cái nhìn nhanh vào phần đùi thấp thoáng lộ ra giữa tất và váy. Sự thấp thoáng này khiến người xem bị cám dỗ và dẫn đến những liên tưởng theo bản năng, khiến nó mang hàm nghĩa là "lãnh thổ bất khả xâm phạm". Zettai ryōiki chính thức trở thành một phần trong thời trang đại chúng khi nó được phô diễn trong chương trình truyền hình TV Champion cuối năm 2005.

## Phân loại và tỉ lệ lý tưởng
Tỉ lệ lý tưởng (tỉ lệ vàng) giữa chiều dài của váy ngắn, phần da lộ ra, và phần tất trên đầu gối là 4:1:2.5 với dung sai 25%. Chính vì tỉ lệ này mà một zettai ryōiki đúng nghĩa luôn được lộ phần da đùi chứ không phải các phần da khác trên chân.
Những người hâm mộ zettai ryōiki phân loại nó dựa theo mức độ lộ ra của da, mà phụ thuộc vào chiều cao của tất và chiều dài của váy. Zettai ryōiki được xếp loại từ E (gần như lộ cả cẳng chân trong khi váy quá dài) đến A (váy ngắn, tất cao, phần đùi lộ ra ít). Trong nhiều trường hợp, có mang tất và mặc váy không dài quá đầu gối luôn luôn bảo đảm cho sự tồn tại của một vùng zettai ryōiki bất kể có đúng tỉ lệ vàng hay không.

## Sự phổ biến trong phong cách thời trang
Thời trang kết hợp này rất phổ biến ở Nhật Bản. Như với tất lỏng, một loại "tất keo" trong suốt có thể được dụng để quấn quanh chân nhằm tạo cái nhìn hoàn hảo.
Vào ngày 8 tháng 2 năm 2014, một cửa hiệu đặc biệt tên "Zettai Ryōiki" chỉ phục vụ các loại tất trên đầu gối và quần tất đã được mở ở Akihabara, Tokyo.

## Nỗ lực đăng ký thuật ngữ thành thương hiệu
Ngày 13 tháng 2 năm 2006, công ty Nhật Bản Banpresto, hãng đã sản xuất tựa video game dựa theo Neon Genesis Evangelion, đã nộp hai đơn đăng ký để thuật ngữ "Zettai Ryōiki" trở thành một thương hiệu. Cả hai đơn đã bị từ chối vào ngày 26 tháng 6 trên cơ sở lệ phí trước bạ không hoàn trả.